# Frederic Leighton
Frederic Leighton, 1.º Barão Leighton, (Scarborough, 3 de dezembro de 1830 - Londres, 25 de janeiro de 1896), conhecido como Sir Frederic Leighton entre 1878 e 1896, foi um pintor, desenhista e escultor britânico. Suas obras retratam temas históricos, bíblicos e clássicos em um estilo acadêmico. Suas pinturas foram enormemente populares e caras durante sua vida, mas caíram em desgraça por muitas décadas no início do século XX.
Leighton foi o portador do título de nobreza de vida mais curta da história; depois de apenas um dia, sua nobreza hereditária foi extinta após sua morte.

## Biografia
Leighton nasceu em Scarborough, filho de Augusta Susan e Dr. Frederic Septimus Leighton. Ele tinha duas irmãs, incluindo Alexandra, que era a biógrafa de Robert Browning. Ele foi educado na University College School, em Londres. Em seguida, recebeu sua formação artística no continente europeu, primeiro de Eduard von Steinle e depois de Giovanni Costa. Aos 17 anos, no verão de 1847, ele conheceu o filósofo Arthur Schopenhauer em Frankfurt e desenhou seu retrato, em grafite e guache no papel - o único estudo completo conhecido de Schopenhauer feito em vida. Quando ele tinha 24 anos ele estava em Florença; ele estudou na Accademia di Belle Arti e pintou a procissão da Madonna Cimabue através do Borgo Allegri. De 1855 a 1859 viveu em Paris, onde conheceu Ingres, Delacroix, Corot e Millet.

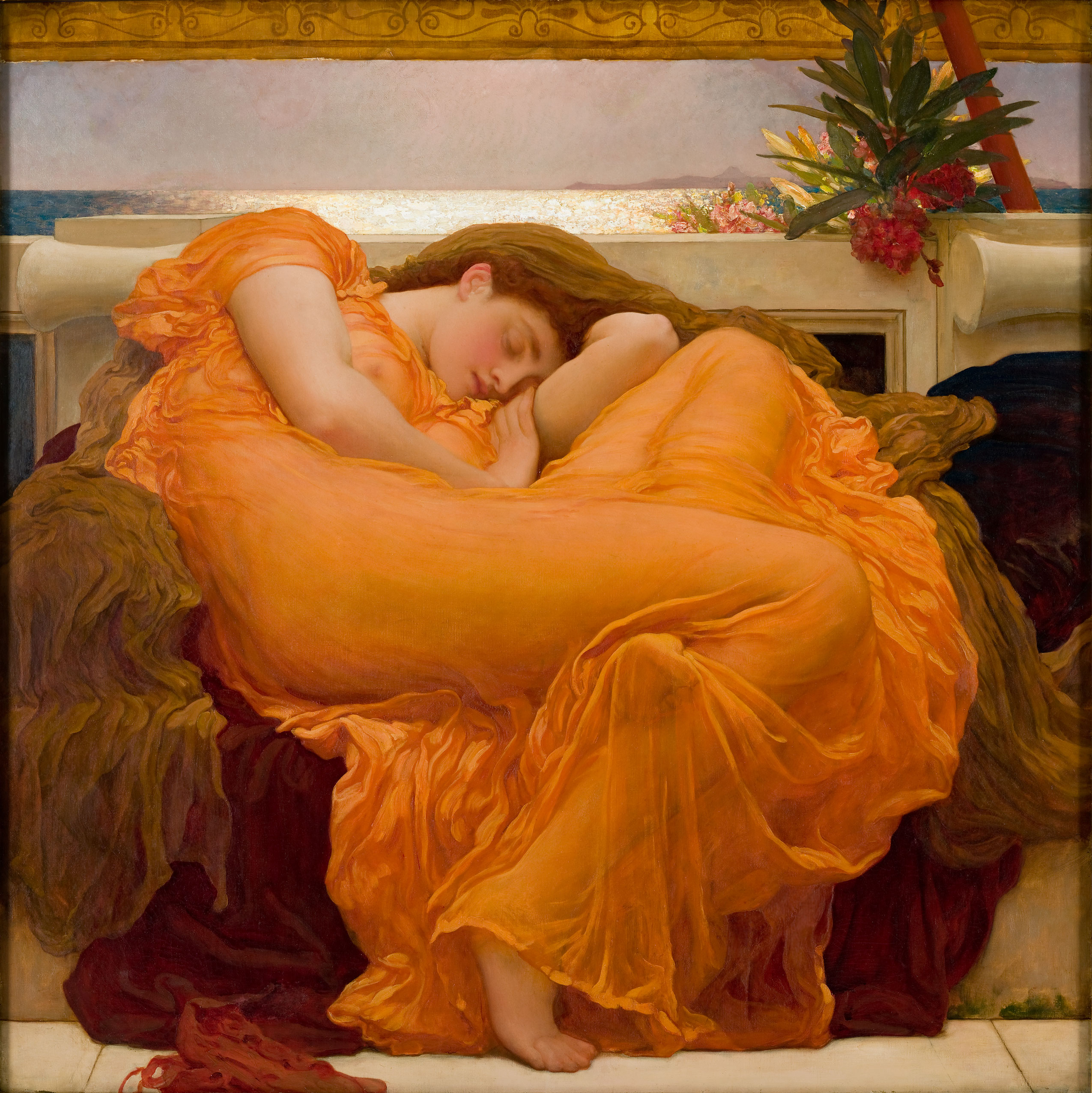
Flaming June (1895; Museu de Arte de Ponce).

Em 1860, mudou-se para Londres, onde se associou aos pré-rafaelitas. Ele projetou o túmulo de Elizabeth Barrett Browning para Robert Browning no Cemitério Inglês de Florença em 1861. Em 1864 ele se tornou um associado da Royal Academy e em 1878 ele se tornou seu presidente (1878-96). Sua escultura de 1877, Athlete Wrestling with a Python, foi considerada na época a inauguração de um renascimento na escultura britânica contemporânea, conhecida como a Nova Escultura. Crítico de arte americano Earl Shinnalegou na época que "Exceto Leighton, raramente há alguém capaz de colocar uma figura correta com afrescos na arcada do Museu de Kensington".  Suas pinturas representaram a Grã-Bretanha na grande Exposição de Paris de 1900.
Leighton foi nomeado cavaleiro em Windsor em 1878, e foi criado baronete, de Holland Park Road, na paróquia de St Mary Abbots, Kensington, no condado de Middlesex, oito anos depois. Ele foi o primeiro pintor a receber um título de nobreza, nas homenagens de Ano Novo de 1896. A patente que o criou Baron Leighton, de Stretton, no condado de Shropshire, foi emitida em 24 de janeiro de 1896;  Leighton morreu no dia seguinte de angina de peito.
Leighton permaneceu solteiro; rumores sobre ele ter um filho ilegítimo com uma de suas modelos, além da suposição de que Leighton pode ter sido homossexual, continuam a ser debatidos. Ele certamente teve um relacionamento intenso e romântico com o poeta Henry William Greville que conheceu em Florença em 1856. O homem mais velho regou Leighton em cartas, mas o afeto romântico parece não ter sido correspondido. Além disso, a investigação é dificultada pelo fato de que Leighton não deixou diários e suas cartas são reveladoras da falta de referência às suas circunstâncias pessoais. Nenhuma evidência primária definitiva ainda veio à luz que efetivamente dissipe o segredo que Leighton construiu em torno de si mesmo, embora esteja claro que ele cortejou um círculo de homens mais jovens em torno de seu estúdio artístico.
Com sua morte, seu baronato foi extinto após existir por apenas um dia; este é um recorde no Peerage. Sua casa em Holland Park, Londres, foi transformada em um museu, o Leighton House Museum. Ele contém muitos de seus desenhos e pinturas, bem como alguns de sua coleção de arte anterior, incluindo obras de antigos mestres e seus contemporâneos, como uma pintura dedicada a Leighton por Sir John Everett Millais. A casa também apresenta muitas das inspirações de Leighton, incluindo sua coleção de azulejos Iznik. Sua peça central é o magnífico Salão Árabe. The Hall é destaque na edição dez da Cornucopia. Uma placa azul comemora Leighton no Leighton House Museum.

## Rifles dos Artistas

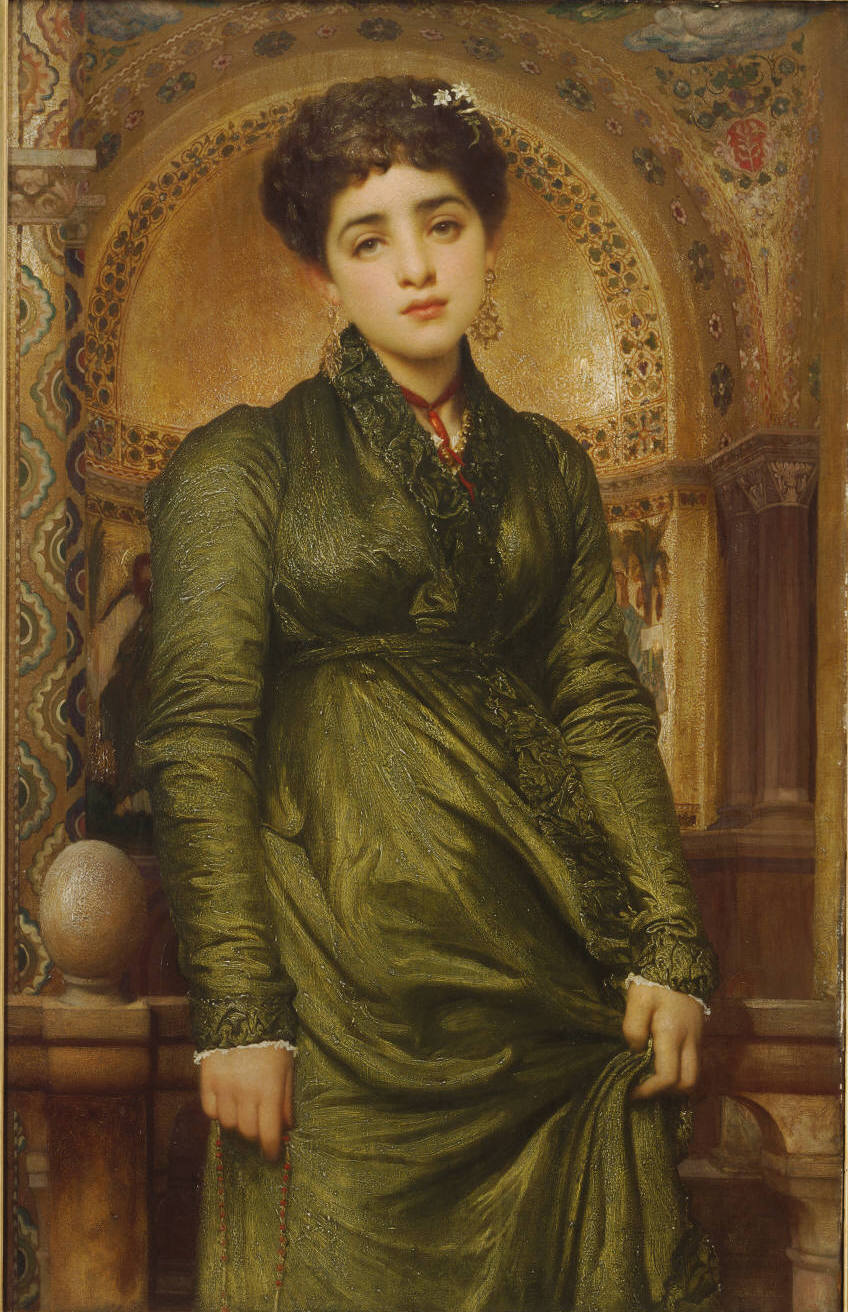
Depois das Vésperas (1871; Museu de Arte da Universidade de Princeton)

Leighton foi um soldado voluntário entusiasmado, inscrevendo-se no primeiro grupo a se juntar ao 38º Corpo de Voluntários de Rifles de Middlesex (Artistas) (mais tarde conhecido como Rifles de Artistas) em 5 de outubro de 1860.
Suas qualidades de liderança foram imediatamente identificadas e ele foi promovido a comandar dentro de alguns meses. Em 6 de janeiro de 1869, o capitão Leighton foi eleito para comandar os Fuzis Artistas por uma reunião geral do corpo. No mesmo ano foi promovido a major e em 1875 a tenente-coronel. Leighton renunciou ao cargo de oficial comandante em 1883. O pintor James Whistler descreveu o então, Sir Frederic Leighton, o oficial comandante dos Rifles dos Artistas, como o: “Coronel da Royal Academy e o Presidente dos Rifles dos Artistas - sim, e ele pinta um pouco!". Em seu funeral, em 3 de fevereiro de 1896, seu caixão foi carregado para a Catedral de São Paulo, passado por uma guarda de honra formada pelos Rifles dos Artistas.

## Honras
- 1864 - Associado da Royal Academy
- 1868 - Acadêmico da Royal Academy
- 1878 - Presidente da Royal Academy
- 1878 - Oficial da Legião de Honra
- 1878 - Cavaleiro Bacharel
- 1886 - Baronete do Reino Unido
- 1889 - Membro associado do Instituto da França
- 1896 - Criado um barão no Pariato do Reino Unido

## Galeria

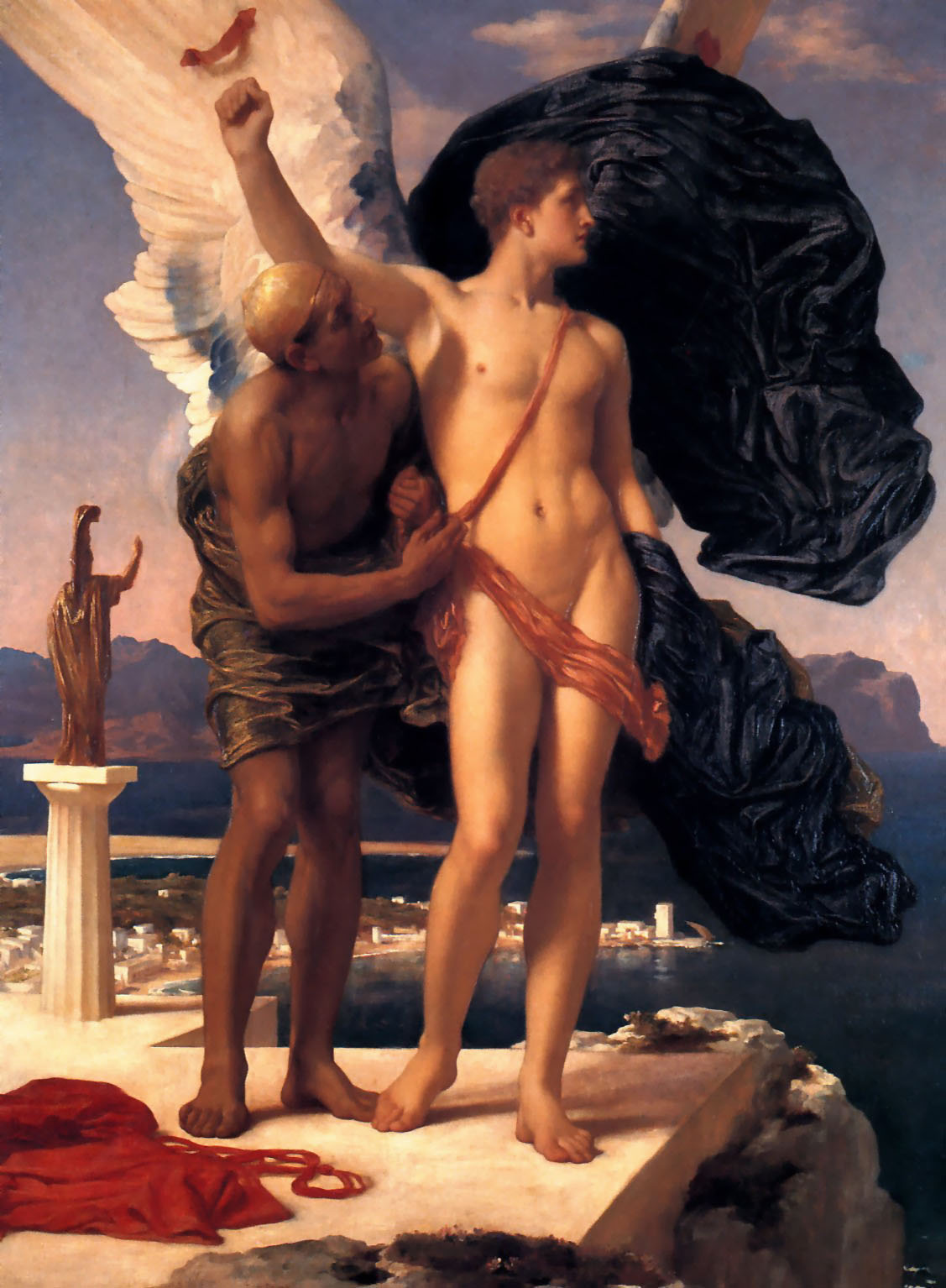
Icarus e Daedalus, c. 1869
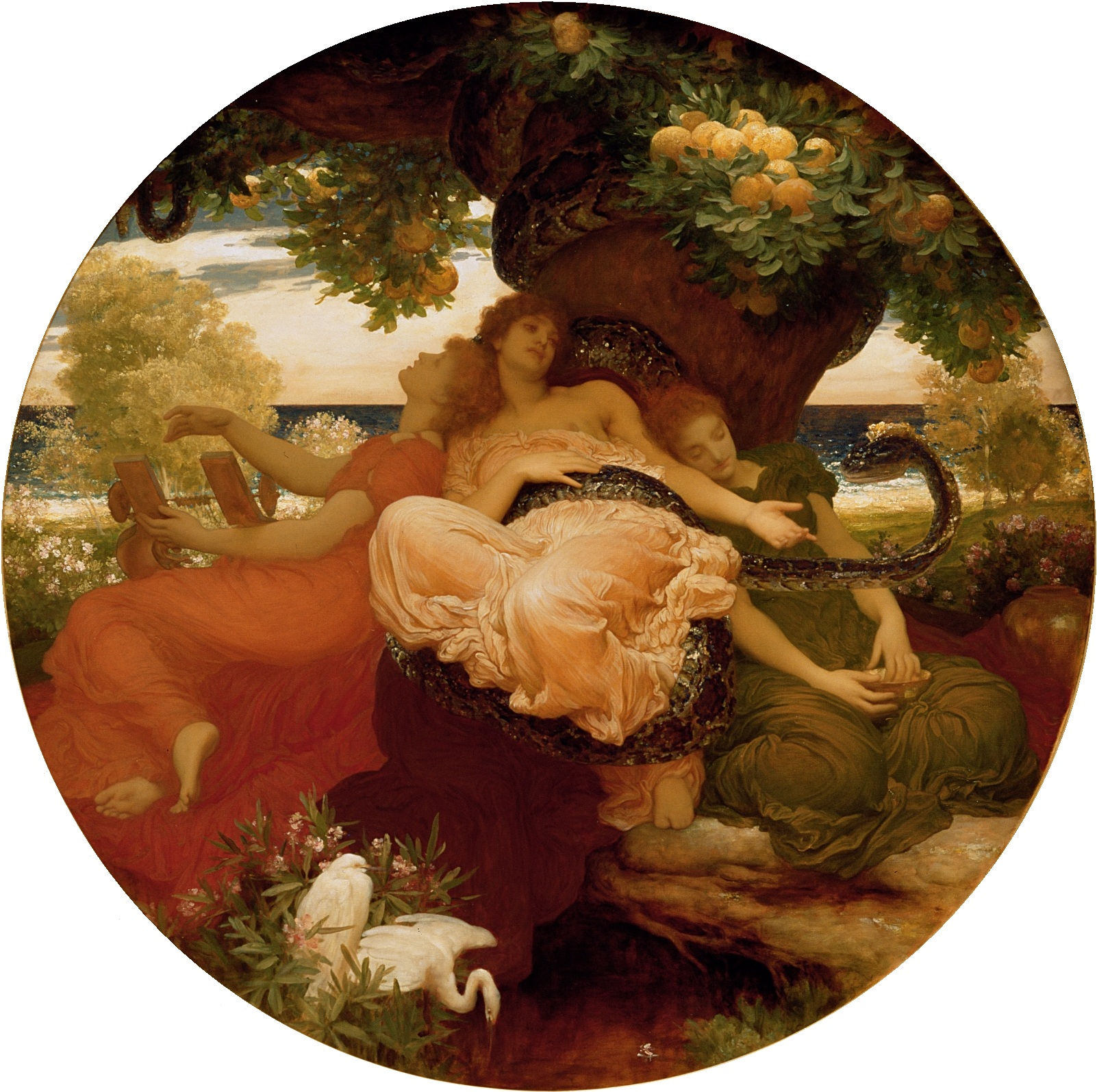
O Jardim das Hesperides, pintura a óleo sobre tela, 1892, Lady Lever Art Gallery
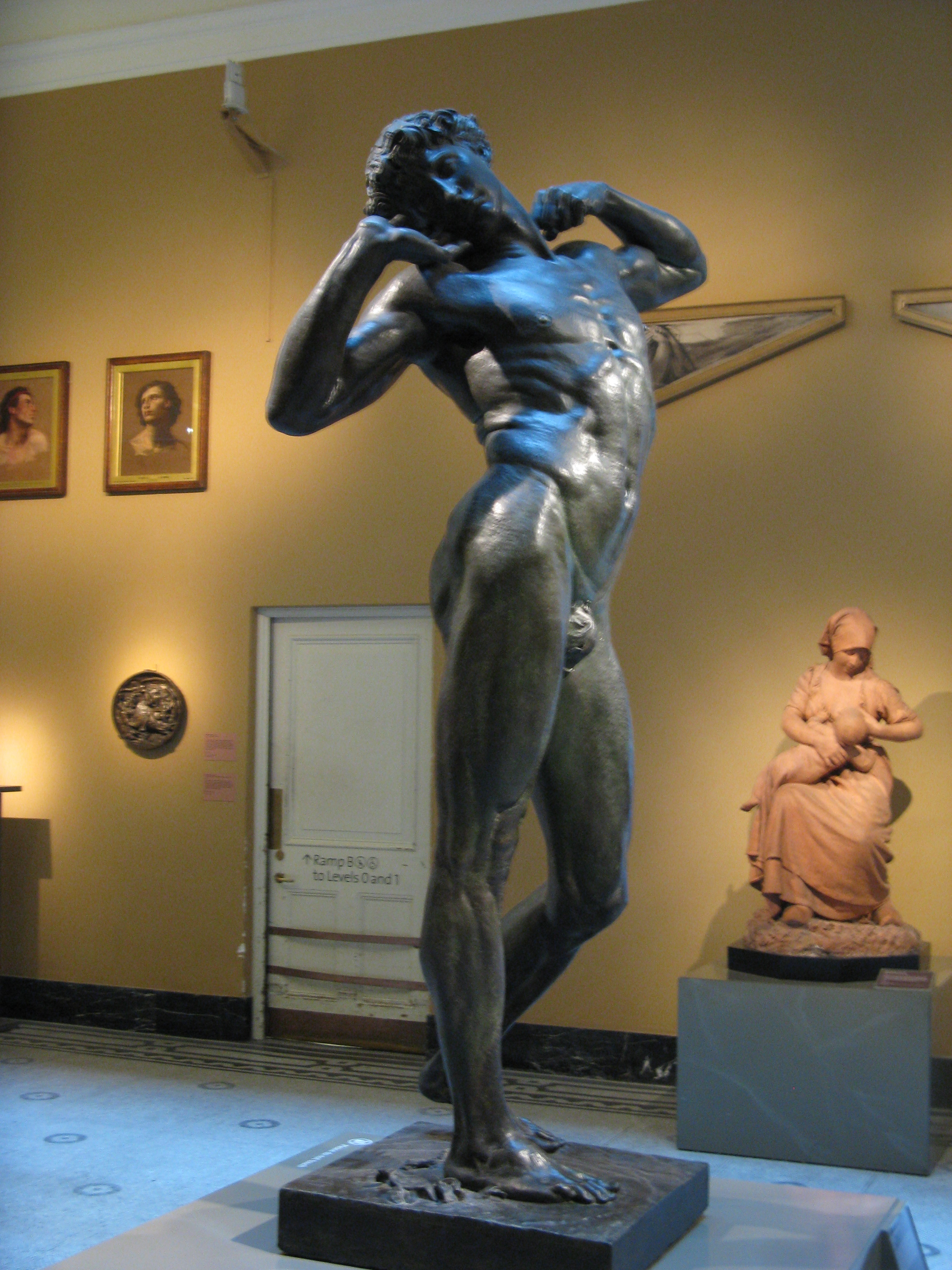
The Sluggard, 1885
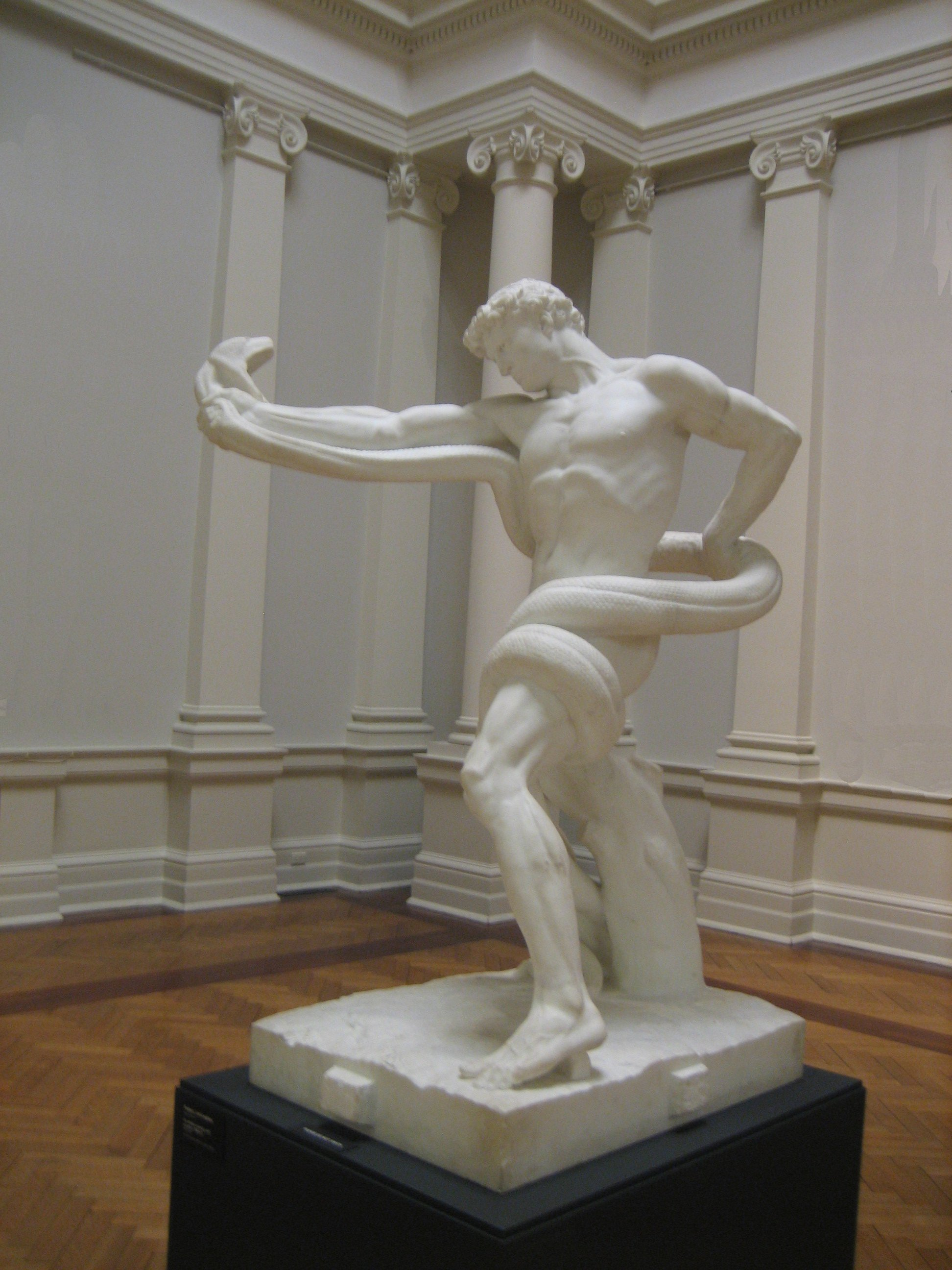
Atleta lutando com um Python , escultura de mármore branco, 1888-1891 (coleção particular: emprestado à Galeria de Arte de New South Wales )
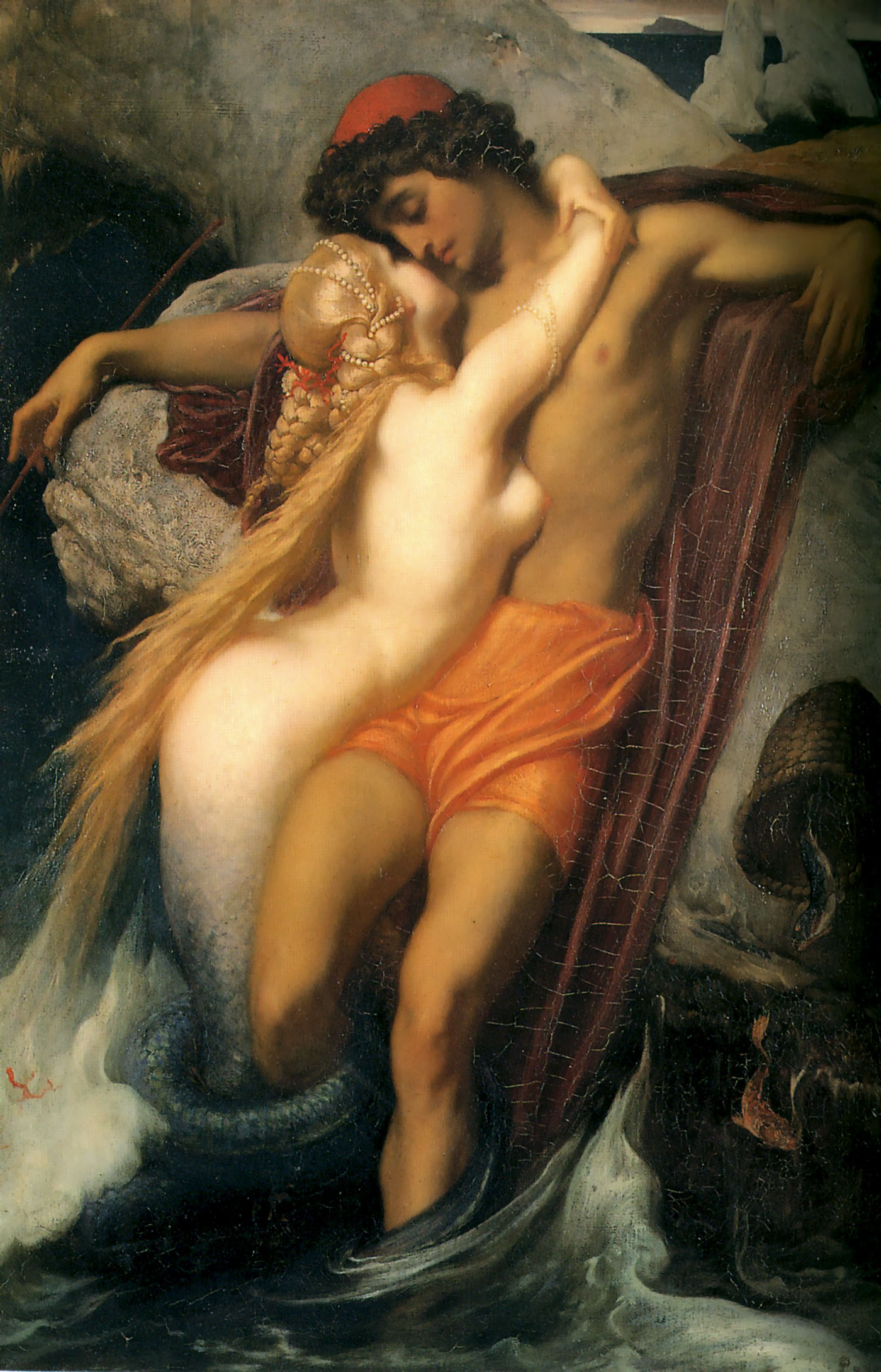
The Fisherman and the Syren, c.1856-1858, coleção particular
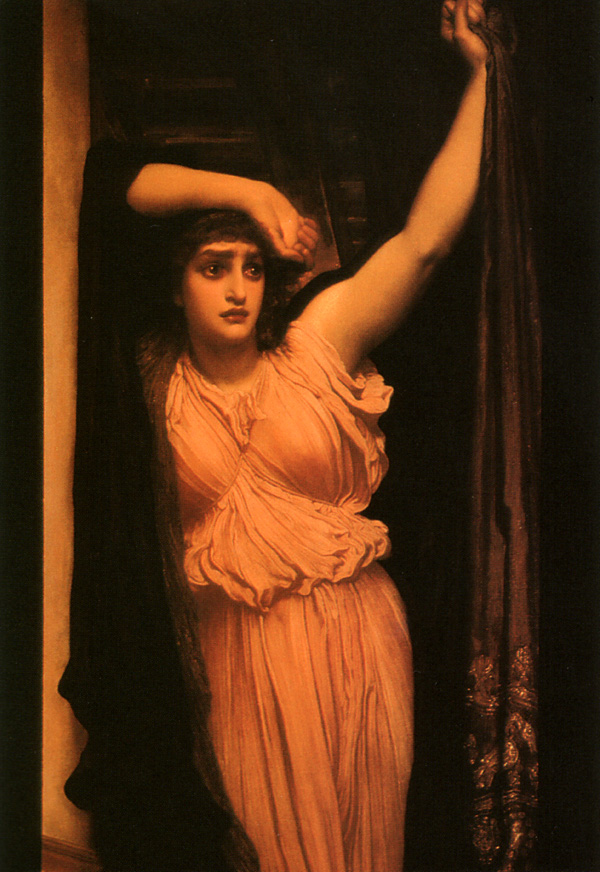
A Última Vigilância do Herói, 1880
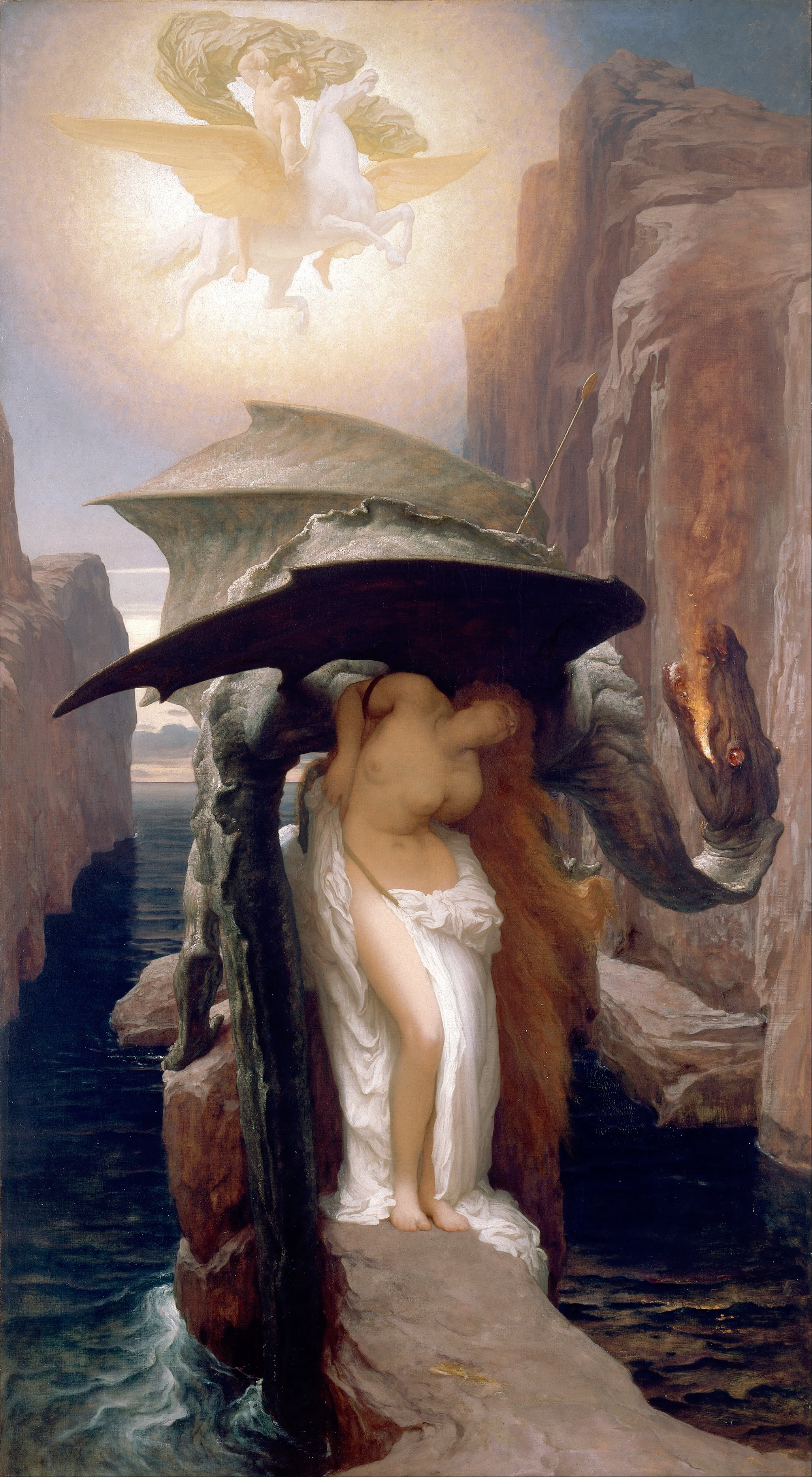
Perseus and Andromeda, 1891, Walker Art Gallery, Liverpool.
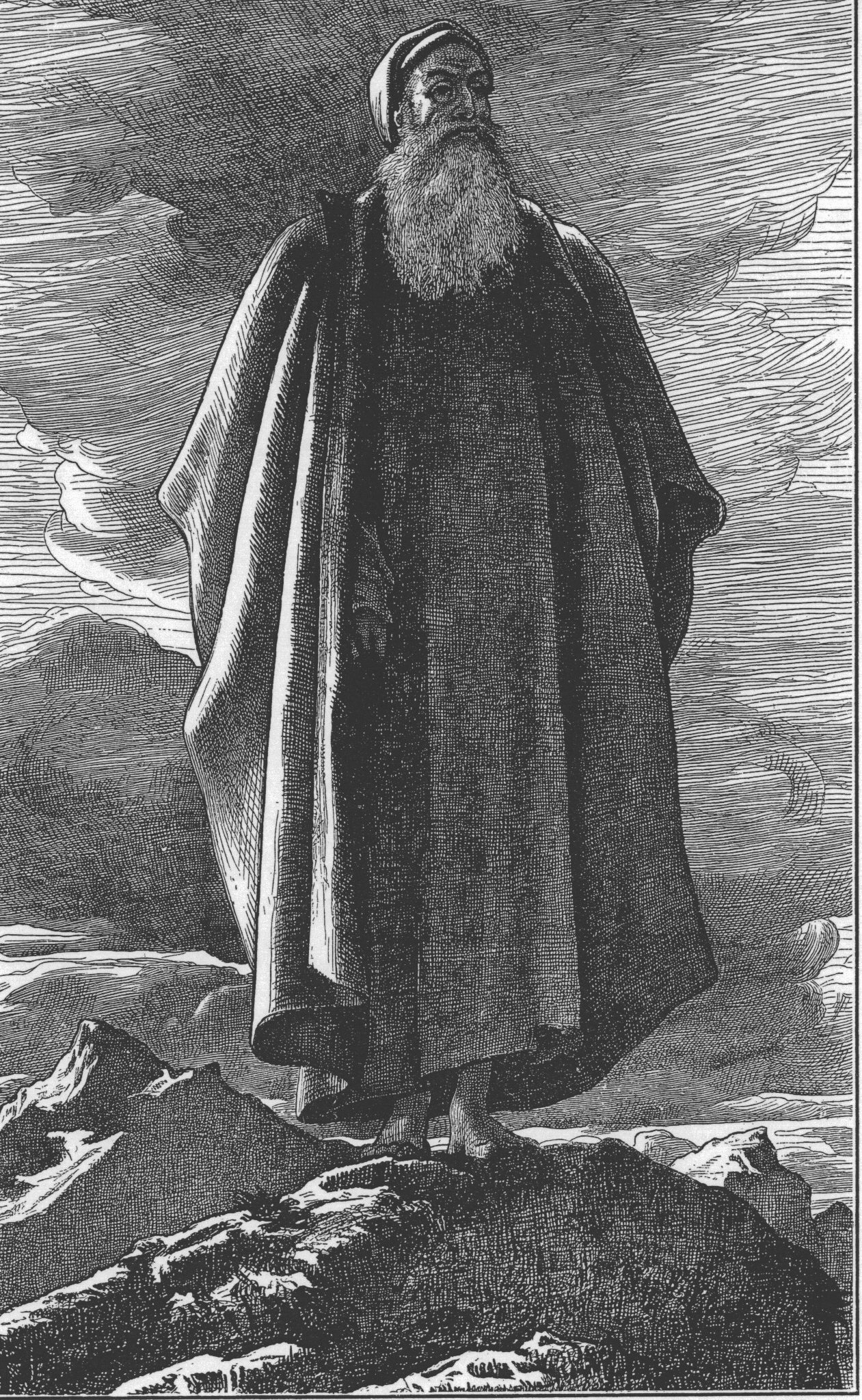
Moisés vê a Terra Prometida
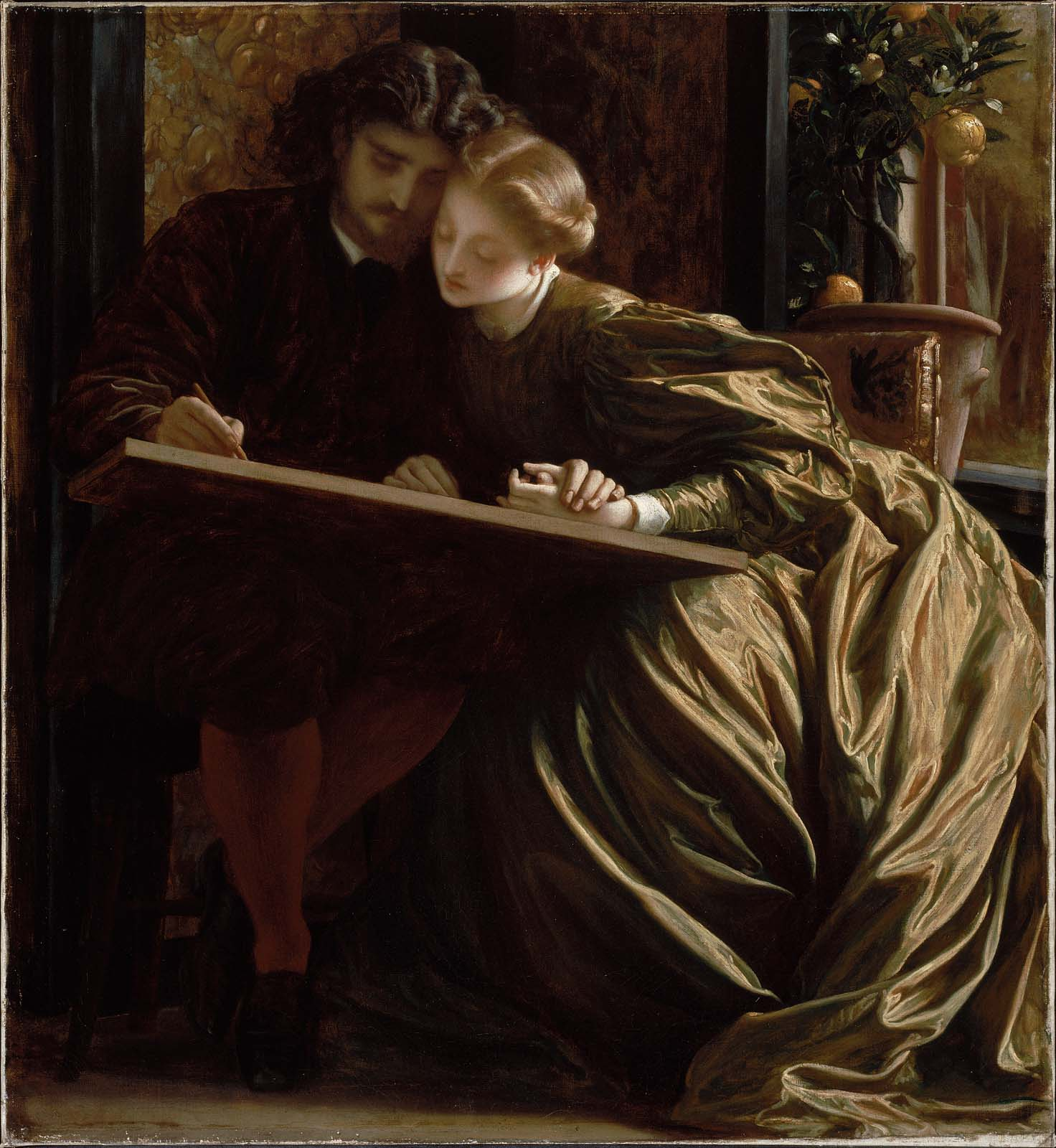
Lua de mel do Pintor, 1864
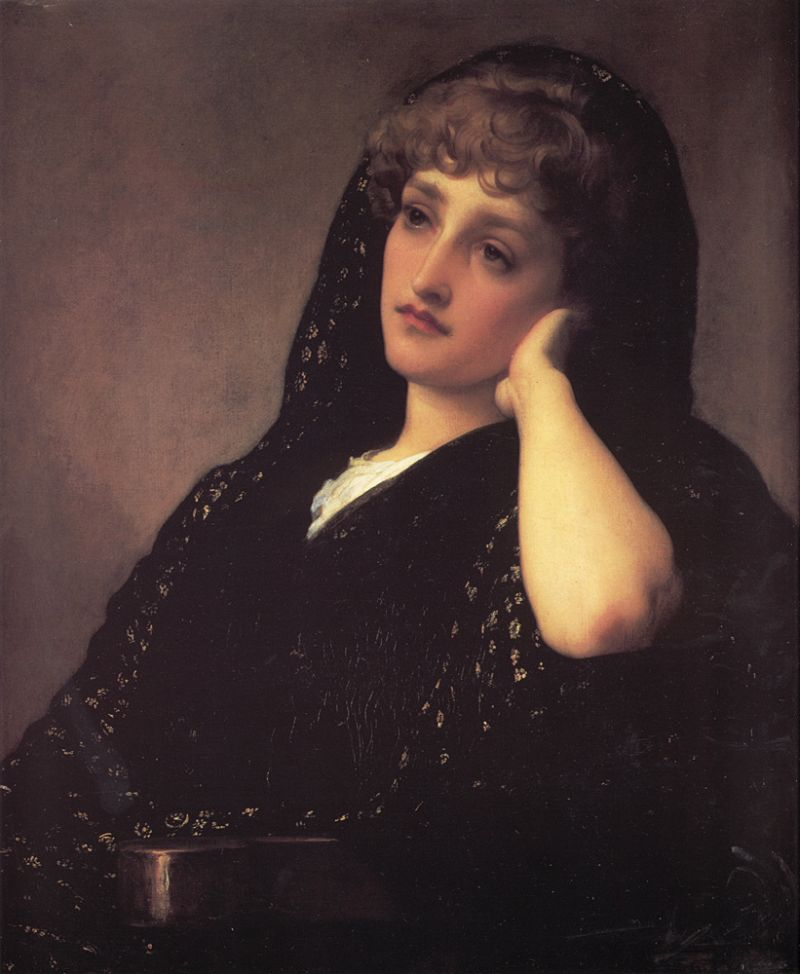
Memórias, 1883
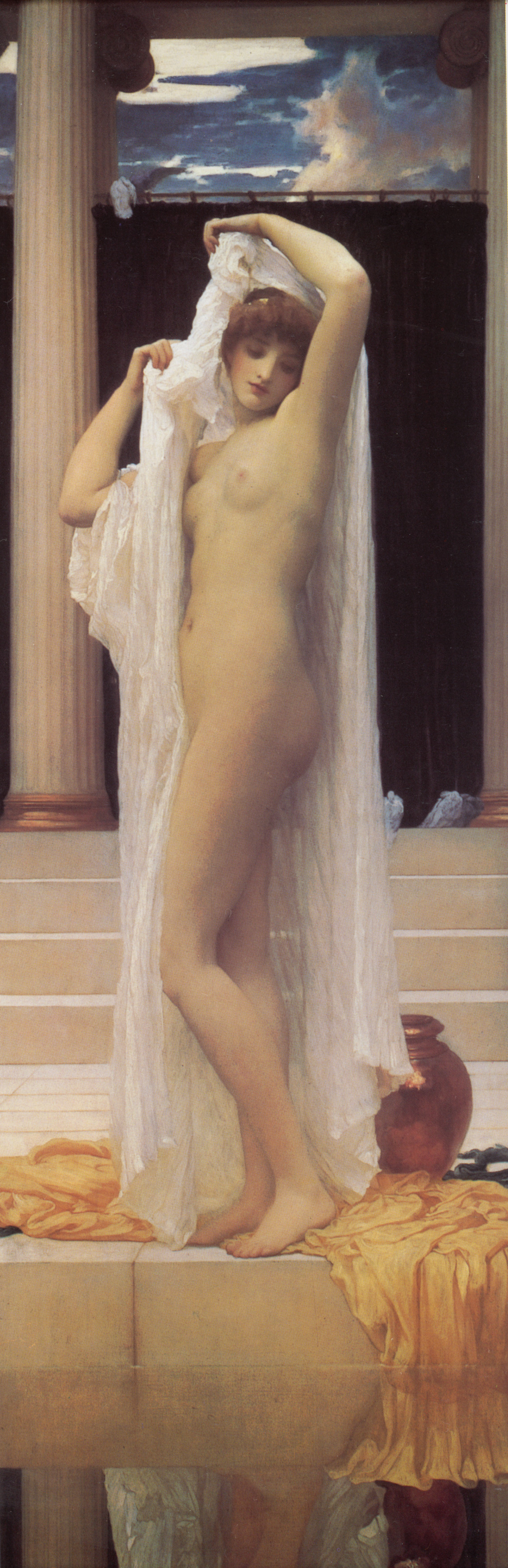
O Banho de Psique, 1879
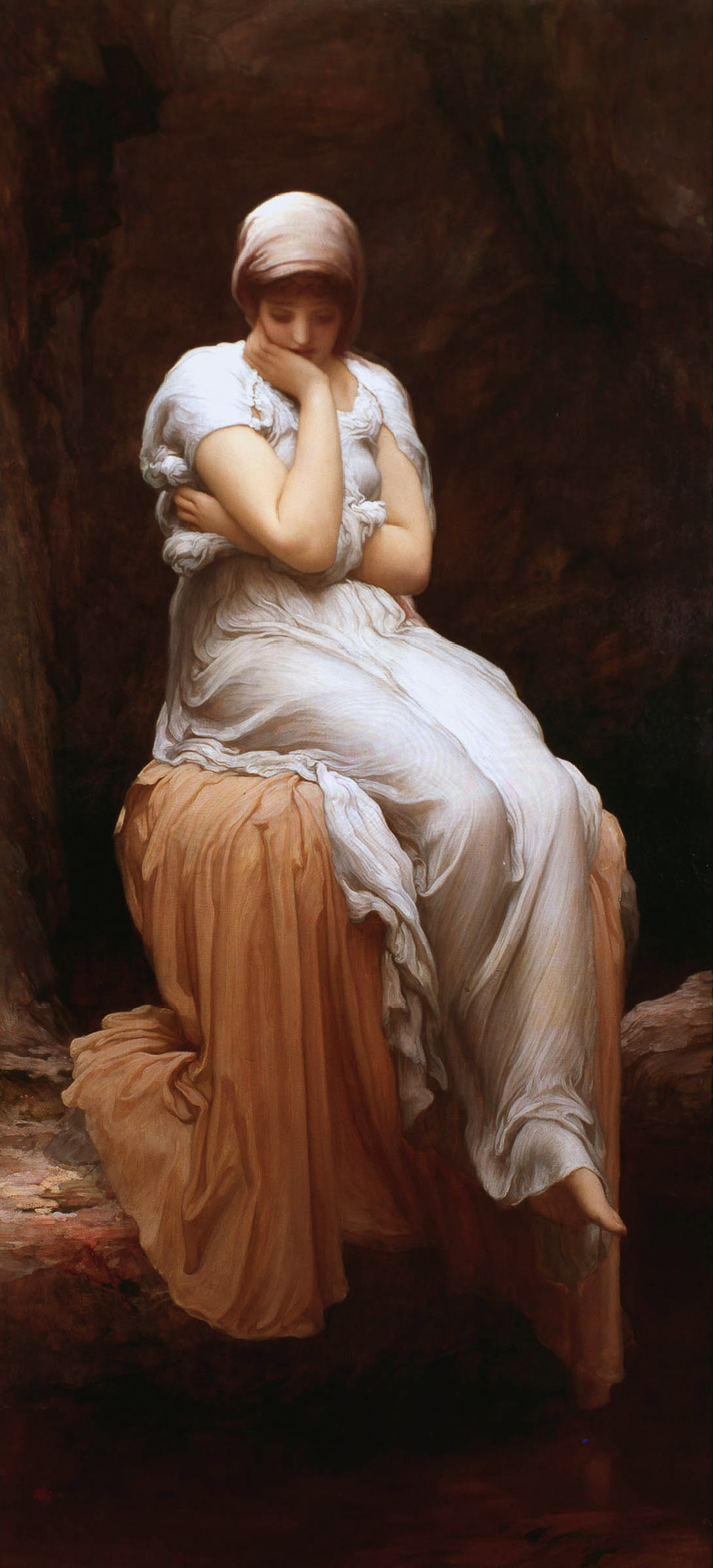
Solidão, c. 1890

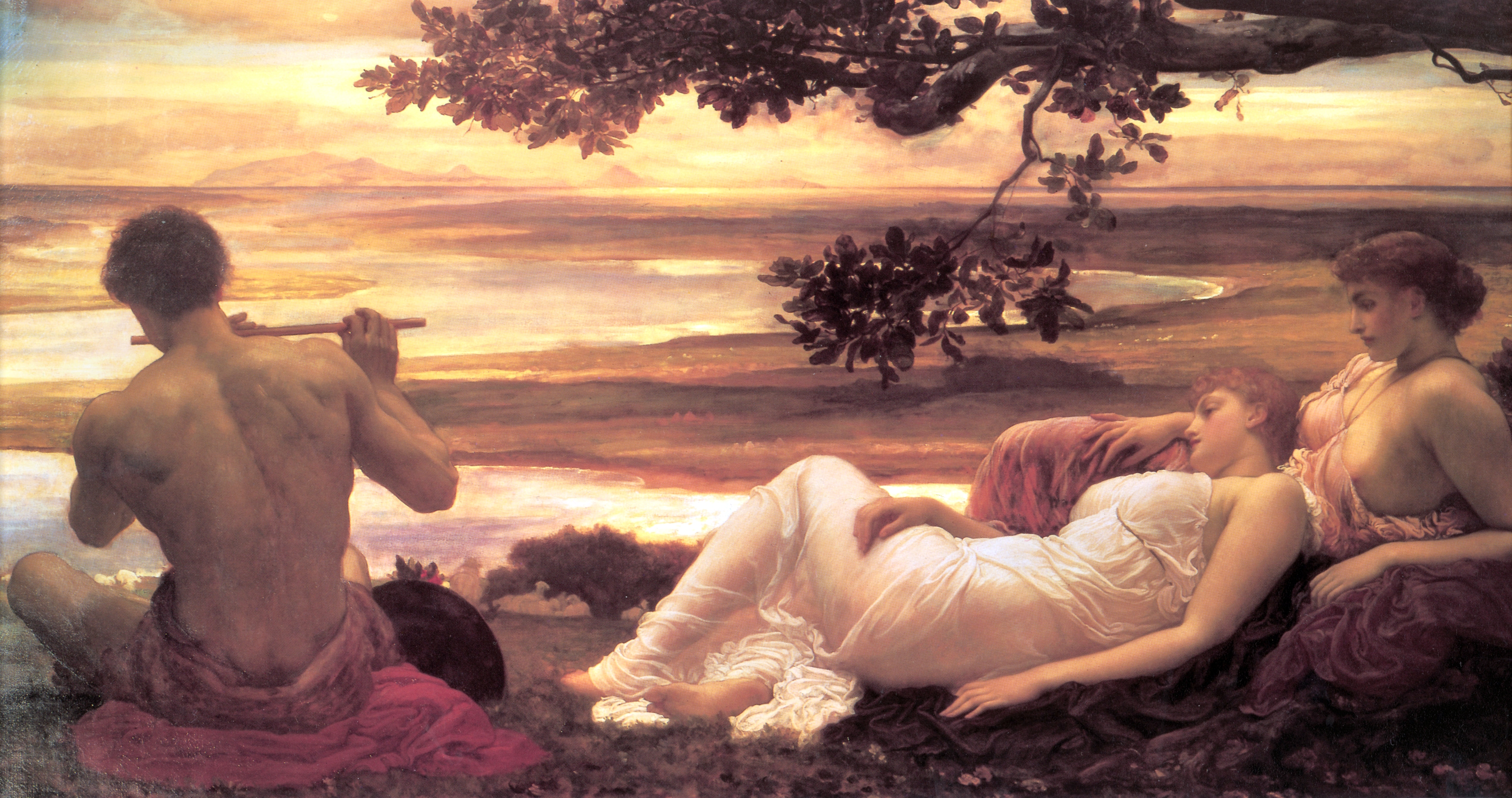
Idílio, c. 1880–81
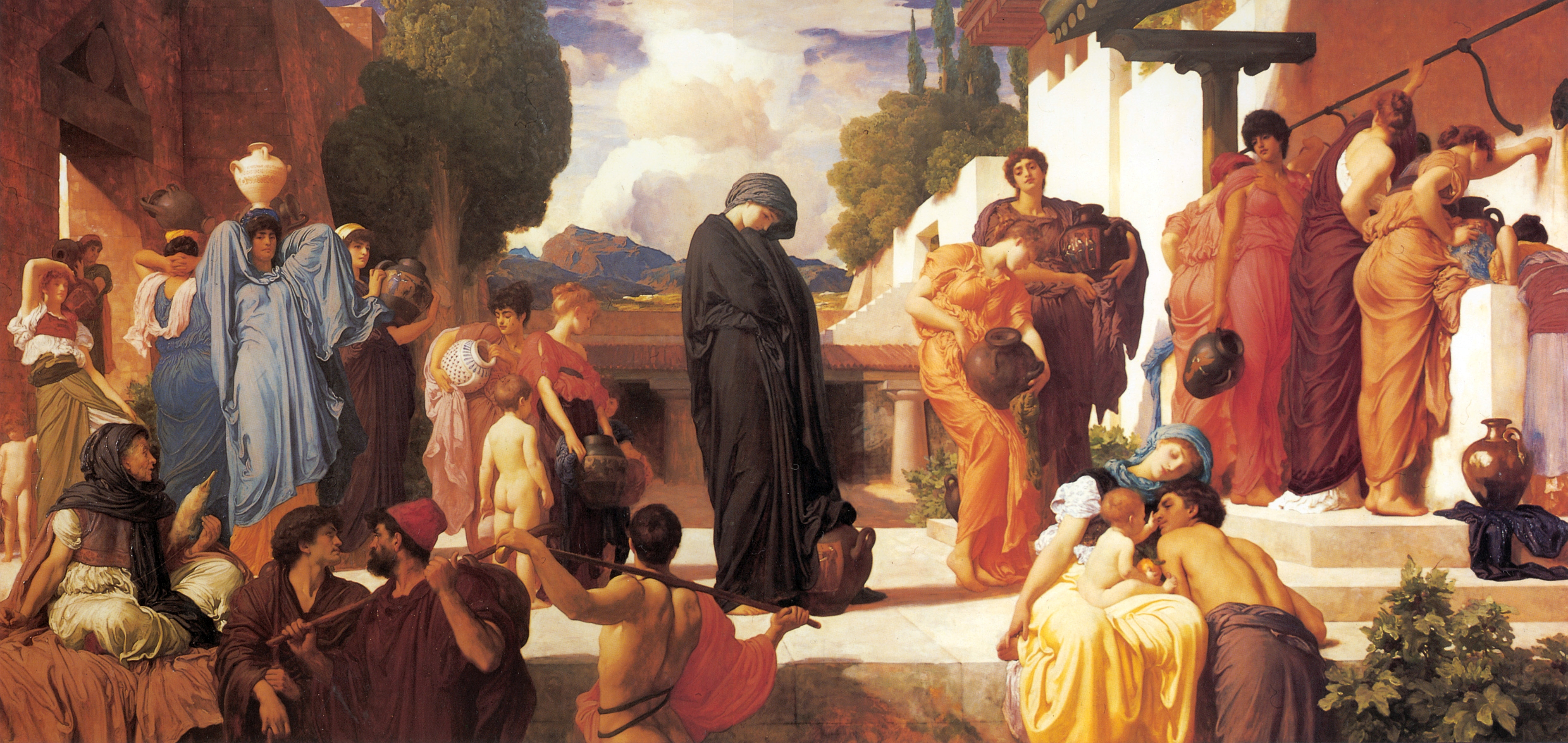
Captive Andromache, pintura a óleo sobre tela, 1886-1888 Manchester City Art Gallery
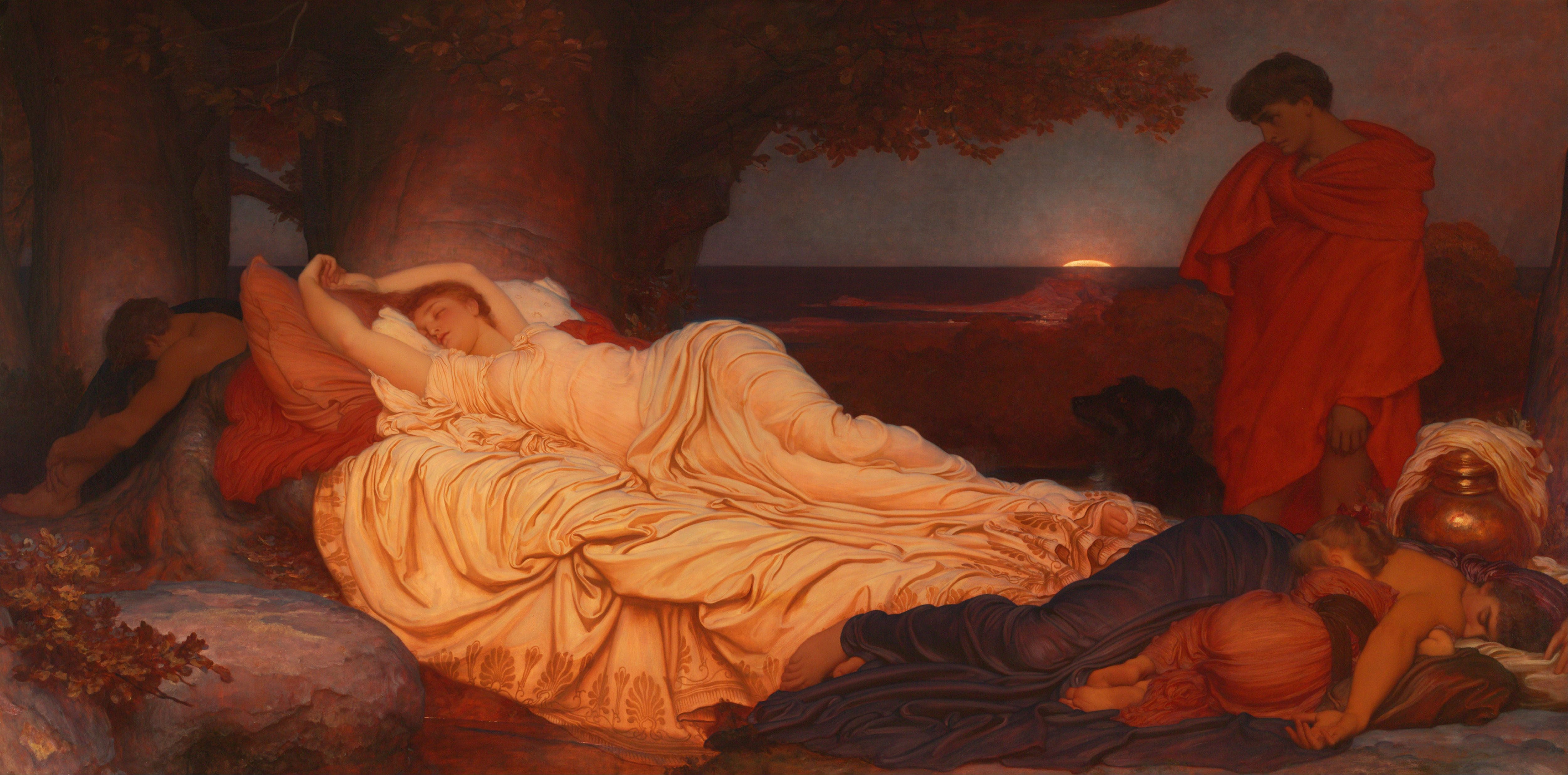
Cymon and Iphigenia, óleo sobre tela, 1884, Art Gallery of New South Wales
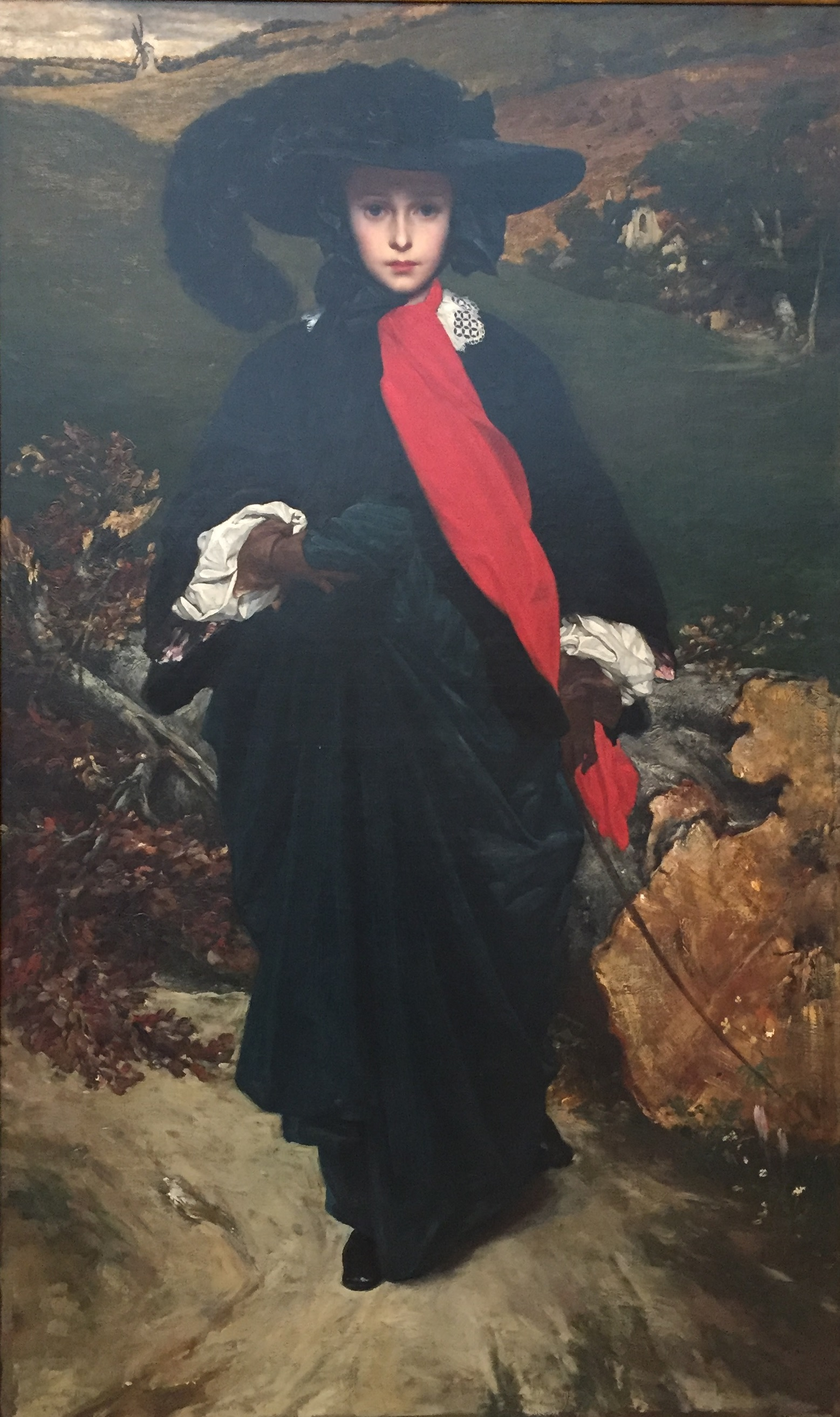
Retrato de May Sartoris com cerca de 15 anos de idade, Kimbell Art Museum, Fort Worth, TX.

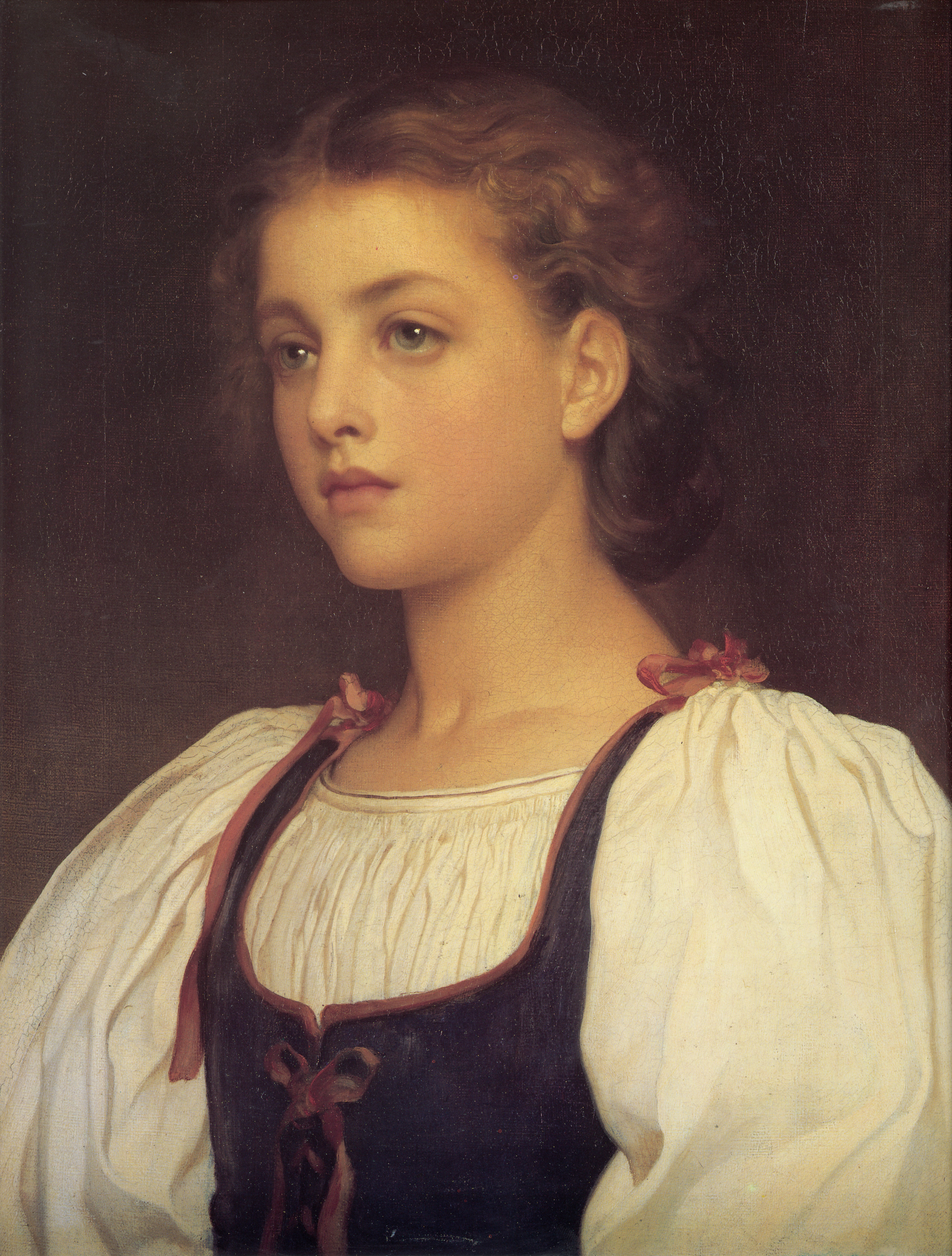
Biondina, 1879
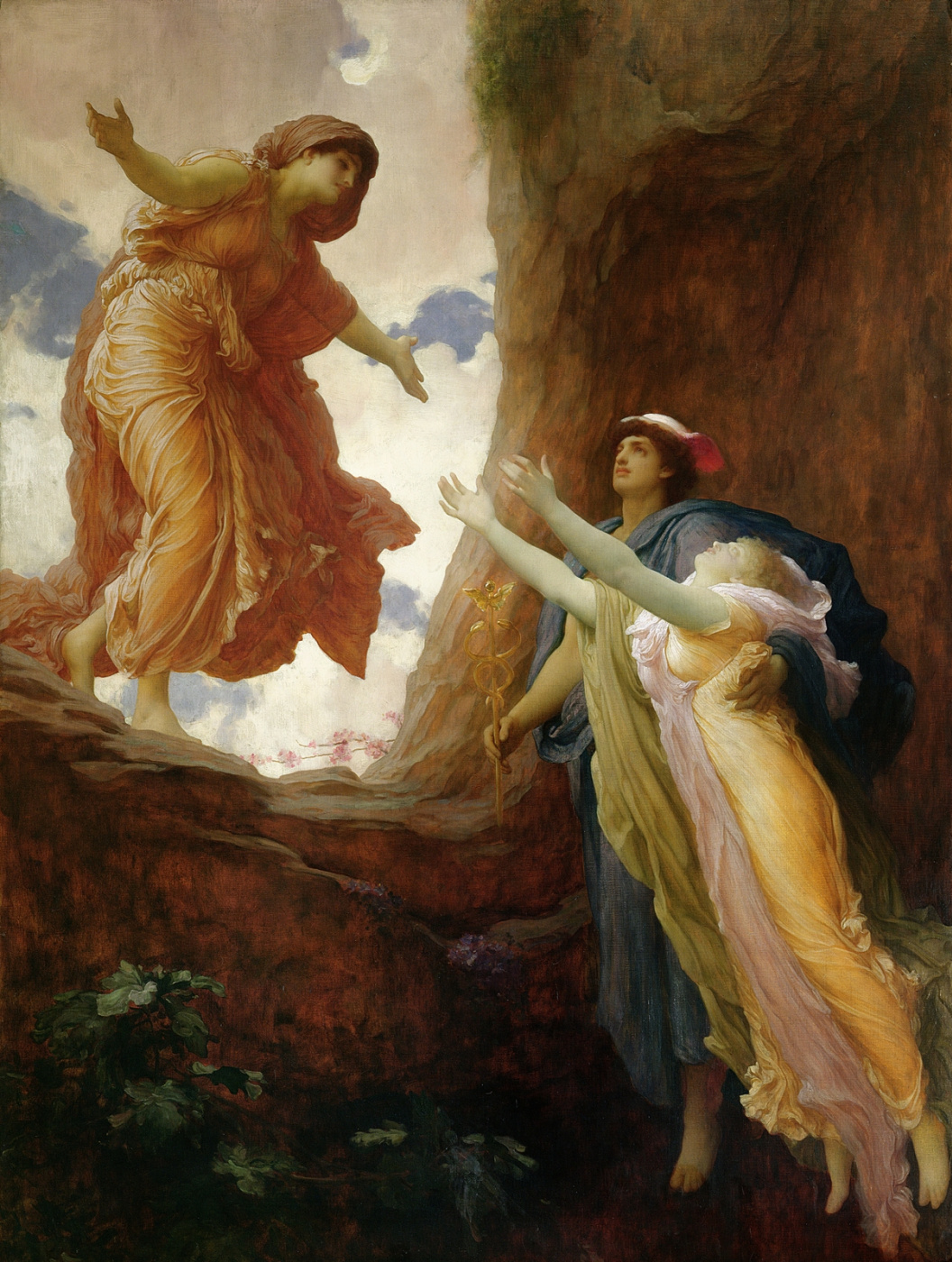
O Retorno de Perséfone, 1891
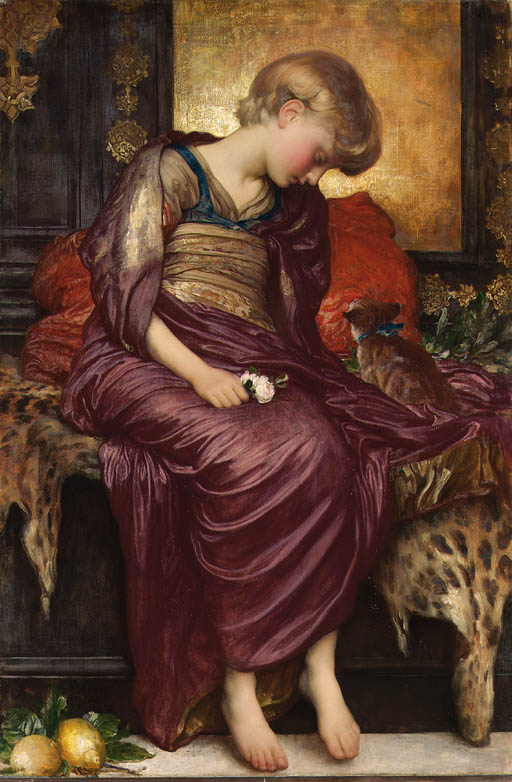
Gatinhos, 1883
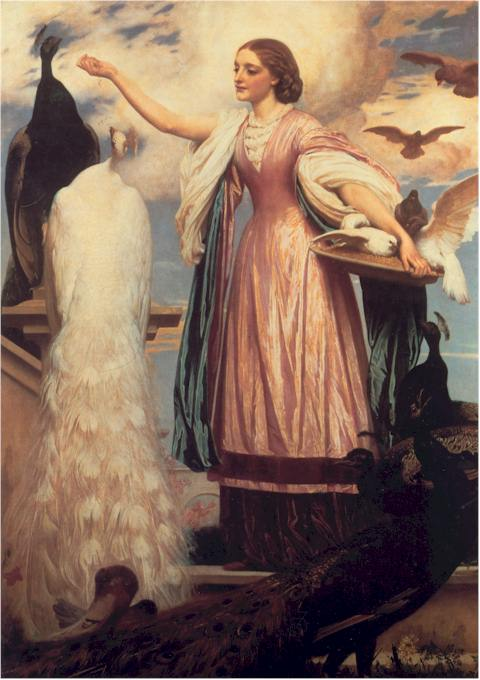
Uma menina alimentando pavões, c. 1863